# Dobrava, Mostič
Dobrava (nemško Hart) je naselje v Občini Mostič v Okraju Šentvid ob Glini na Koroškem v Avstriji.